# Aéroport de Kasenga
Pour les articles homonymes, voir KEC.
L'aéroport de Kasenga (code IATA : KEC • code OACI : FZQG) est un aéroport de la province de Haut-Katanga en République démocratique du Congo.

## Situation
| Bandundu Basango Mboliasa Bunia Gbadolite Gemena Goma Ilebo Kalemie Kananga Kikwit Kindu Kinshasa-Ndjili Kinshasa-N'Dolo Kisangani Kolwezi Lodja Lubumbashi Matari Matadi Mbandaka Mbuji Mayi Nioki Tshikapa Tshumbe |